# Carl Christian Lose den yngre
Carl Christian Lose (Jun. eller den yngre) (19. juni 1821 – 16. juli 1892) var en dansk boghandler, forlægger og redaktør, far til Vigand Lose.
C.C. Lose var født ind i en boghandler- og musikforlæggerslægt i København som søn af Carl Christian Lose den ældre, der var musikforlægger i Gothersgade 11. Som dreng gik han i den mondæne Mariboes Skole i Store Kongensgade. Han var bare 14 ár, da faderen døde, så efter faderens død 1835 fortsatte hans enke forlaget med Peter Wilhelm Olsen (1791-1859) som forretningsfører (C.C. Lose & Olsen). Forretningen gik godt, og musikhandelen var den dominerende i hovedstaden. Den forsynede markedet med de nyeste succeser af Carl Maria von Weber eller Gioachino Rossini og ikke mindst musikken til J.L. Heibergs vaudeviller. Med Musikforeningens oprettelse i 1836 og H.C. Lumbyes debut som dansekomponist få år efter opstod en ny interesse for musik, der kom nodeforlaget til gode. Samtidig var familien Loses saloner et af samlingsstederne for det dannede borgerskab.
C.C. Lose den yngre fik den bedste oplæring. Han vendte i 1842 hjem fra et ophold hos et af tidens altoverskyggende tyske musikforlag, Breitkopf & Härtel i Leipzig. Fire år efter, i 1846, kunne han overtage musikforlaget sekunderet af juristen Otto Herman Delbanco, der også havde studeret musikforlæggervirksomhed i Tyskland. Til gengæld følte P.W. Olsen ikke, at der var plads til ham i den omdannede virksomhed og han gik solo med sit eget musikforlag.
C.C. Lose & Delbanco solgte noder for klaver, soloromancer for sang med akkompagnement eller mindre akkompagnerede stykker for violin eller fløjte. Også den dramatiske musik og dansene var bestandig en central vare, og man kan for en række stykkers vedkommende se en høje sammenhæng mellem opførelser på Det Kongelige Teater og udgivelsen af musikken hos C.C. Lose & Delbanco. I 1848 udvidede Lose og Delbanco forretningen med salg af bøger, i 1854 var de begge medstiftere af Forlagsbureauet og i 1859 var Lose og Delbanco initiativtager til oprettelsen af ugebladet Illustreret Tidende. Delbanco blev redaktør, lejlighedsvis assisteret af Lose.
Men i 1864 gik de to hver til sit. Nodeforlaget fortsatte et stykke tid, men i 1871 så Lose sig dog nødsaget til at sælge firmaet ud af familien, til førstemanden C.F. Borchorst. Borchorst opkøbte flere mindre musikforlag, men måtte i 1879 på grund af sygdom pludselig sælge hele den musikalske del af forretningen, der havde vokset sig stor. Køber var Alfred og Jonas Wilhelm Hansen, der dermed indledte en ny æra i forretningen i Gothersgade med firmaet Wilhelm Hansen.